# Wapen van Groede

Wapen van de voormalige gemeente Groede.

Het wapen van Groede werd op 31 juli 1817 aan de gemeente Groede toegekend. Het wapen is gelijk aan het wapen van het Vrije van Sluis. De burgemeester van Groede gaf bij de aanvraag aan dat Groede het "aanzienlijkste" dorp van het Vrije was. 
De schuine blauwe balk zou de Schelde voor kunnen stellen, maar er wordt ook gesteld dat het het familiewapen van de Van Negelles zou zijn. Zij hadden het Vrije in leen van de graaf van Vlaanderen.

## Blazoenering
De beschrijving van het wapen van Groede luidde als volgt:
In zilver een schuinbalk van azuur. Het schild gedekt met een bloeiende distel van sinopel en vastgehouden rechts door een wildeman, omgord met eikenloof, steunende met de rechterhand op een knots, en links door een gesluierde Vrouwe Justitia, dragend in de rechterhand een opgeheven zwaard en in de linker de weegschaal, het geheel geplaatst op een grasgrond, alles van natuurlijk kleur.
Het wapen van Groede is een van de weinige Nederlandse wapens dat door een ander voorwerp dan een kroon gekroond wordt. Het wapen wordt gekroond door een bloeiende distel. Het wapen zelf is van zilver met daar overheen een blauwe schuine balk. Het wapen heeft twee schildhouders: een wildeman en Vrouwe Justitia. De wildeman heeft een gordel van eikenloof en hij houdt met zijn rechterhand zijn knots vast. Zijn knots rust op zijn rechterschouder. Vrouwe Justitia houdt in haar rechterhand een opgeheven zwaard vast, met haar linkerhand houdt zij een weegschaal omhoog. Zij is gekleed in een witte rok. Het geheel staat op een groene grasgrond.

## Verwante wapens
De volgende wapens zijn verwant aan het wapen van Groede:

Het wapen van Cadzand
Het wapen van Heille
Het wapen van Oostburg uit 1971
Het wapen van Retranchement
Het wapen van Schoondijke
Het wapen van Sint Kruis
Het wapen van waterschap Het Vrije van Sluis
Het wapen van Zuidzande